# 존 E. 에릭슨 (몬태나 정치인)
존 에드워드 에릭슨(John Edward Erickson, 1863년 3월 14일 ~ 1946년 5월 25일)는 미국의 정치인이다.

## 학력
- 워시번 대학교

## 경력
- 1925.01 ~ 1933.03 제8대 몬태나 주지사
- 1933.03 ~ 1934.11 제73대 미국 몬태나 연방상원의원

## 역대 선거 결과
| 선거명      | 직책명        | 대수 | 정당   | 득표율 | 득표수    | 결과 | 당락               |
| ----------- | ------------- | ---- | ------ | ------ | --------- | ---- | ------------------ |
| 1924년 선거 | 몬태나 주지사 | 8대  | 민주당 | 51.04% | 88,801표  | 1위  | 몬태나 주지사 당선 |
| 1928년 선거 | 몬태나 주지사 | 8대  | 민주당 | 58.65% | 114,256표 | 1위  | 몬태나 주지사 당선 |
| 1932년 선거 | 몬태나 주지사 | 8대  | 민주당 | 48.50% | 104,949표 | 1위  | 몬태나 주지사 당선 |

## 참고 자료
- 위키미디어 공용에 존 E. 에릭슨 관련 미디어 분류가 있습니다.